# Pseudohynobius shuichengensis
Pseudohynobius shuichengensis é uma espécie de anfíbio caudado pertencente à família Hynobiidae.